# George Crumb
George Crumb (Charleston, 24 ottobre 1929 – Media, 6 febbraio 2022) è stato un compositore e pianista statunitense.

## Biografia
George Crumb iniziò a comporre molto presto, in giovane età. Ha compiuto gli studi musicali inizialmente presso la University of Illinois sotto la guida di Eugene Weigel, in seguito per un breve periodo a Berlino con Boris Blacher prima di rientrare negli Stati Uniti per continuare gli studi presso la University of Michigan sotto la guida di Ross Lee Finney.
È stato molto attivo come docente: il suo primo impiego in questa veste fu in qualità di insegnante di teoria musicale e analisi al Hollins College in Virginia, quindi come docente di pianoforte e composizione presso la University of Colorado. Nel 1965 Crumb inizia una lunga collaborazione didattica con la University of Pennsylvania, dove nel 1983 diventa Annenberg Professor of the Humanities. Si è ritirato dall'insegnamento nel 1997, anche se dal 2002 ha collaborato con l'Arizona State University.
Nel corso della sua lunga carriera ha ricevuto numerosi premi e riconoscimenti internazionali, tra cui la Fullbright Scholarship,  il Premio Rockefeller, il National Institute of Arts and Letters grants, il Premio Guggenheim, il Premio Pulitzer per la musica nel 1968 per il suo lavoro Echoes of Time and the River, il premio Prince Pierre de Monaco nel 1989.

## La musica

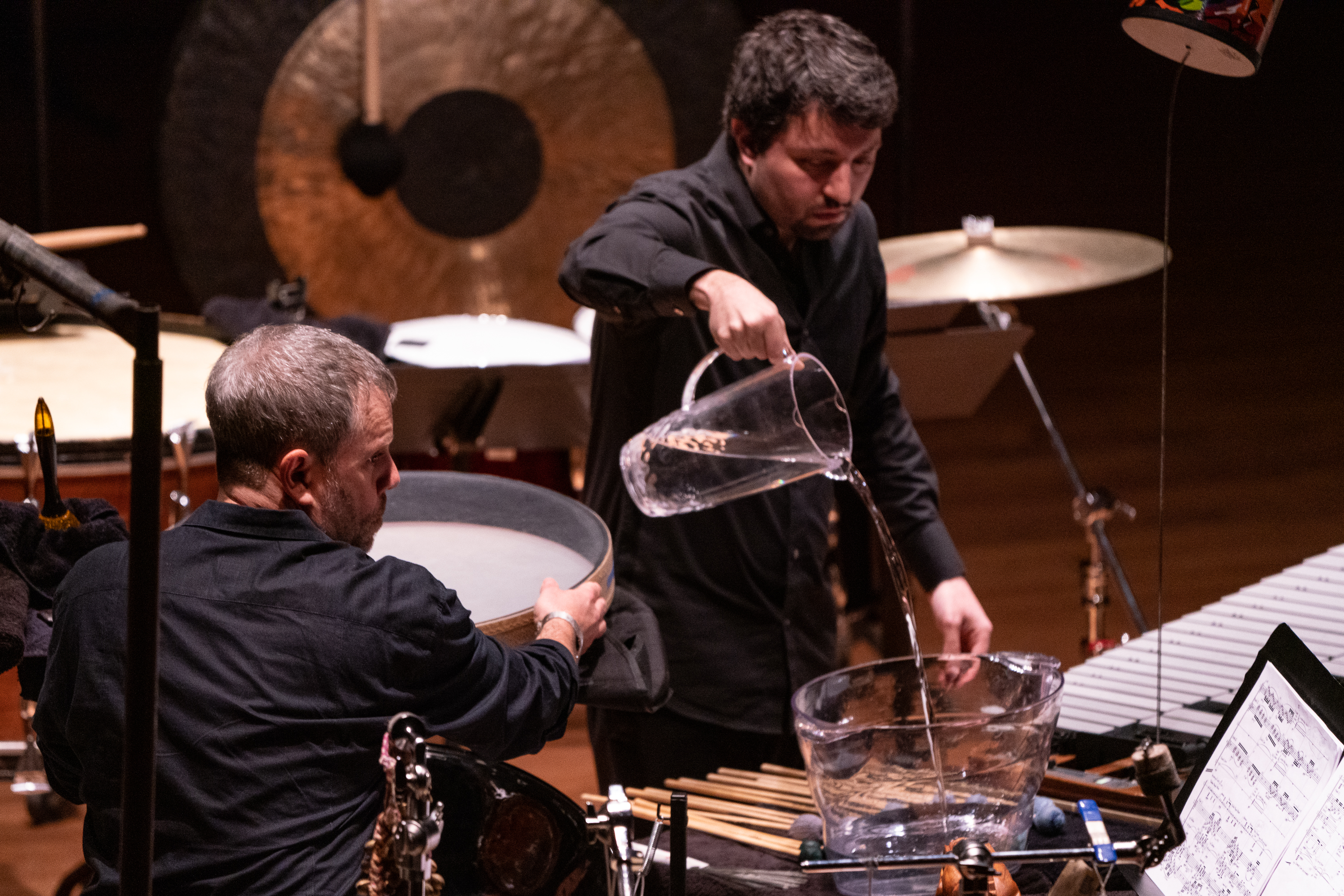
Metodi non convenzionali di George Crumb

Dopo le iniziali influenze di Anton Webern, Claude Debussy e Gustav Mahler, Crumb si interessò ben presto all'esplorazione di nuovi ed inusuali timbri strumentali; molto spesso nella sua musica ricorre all'uso di tecniche non convenzionali, quali lo spoken flute (il flautista parla nello strumento mentre immette l'aria), l'overpressure (negli strumenti ad arco, l'arco viene utilizzato con pressione esagerata in modo da produrre un suono distorto), il pianoforte preparato, eccetera. Molto spesso, inoltre, viene richiesta l'amplificazione degli strumenti acustici.
Crumb usa inoltre con una certa frequenza elementi di natura teatrale nella sua musica, prescrivendo agli esecutori di uscire o rientrare sul palcoscenico durante l'esecuzione, ove non addirittura richiedendo certe precise gestualità mimiche. Inoltre, ha utilizzato spesso una scrittura musicale del tutto inusuale; in alcuni suoi lavori la musica è disposta in configurazioni circolari, a spirale, o addirittura raffiguranti simboli ideologici (simbolo della pace e crocifisso).
Parecchi lavori di George Crumb, tra cui i quattro libri di Madrigali scritti alla fine degli anni sessanta e Ancient Voices of Children, una raccolta di brani del 1970 per due cantanti e gruppo strumentale (che include tra l'altro un toy piano, un pianoforte giocattolo) sono scritti su testi di Federico García Lorca. Molti dei suoi brani vocali sono scritti per la cantante Jan DeGaetani.
Black Angels (1970) è un altro lavoro che dimostra il suo interesse nell'esplorare una grande varietà timbrica. Scritto per quartetto d'archi amplificato, agli esecutori viene richiesto di suonare anche vari strumenti a percussione oltreché di usare in modi del tutto non convenzionali i loro strumenti. Black Angels è uno dei lavori più noti di Crumb, è stato spesso eseguito e registrato dal Kronos Quartet.
Un altro lavoro importante di Crumb sono i quattro libri del Makrokosmos (1972-1974). I primi due libri sono per pianoforte solo, mentre il terzo (chiamato anche Music for a Summer Evening) è per due pianoforti e percussioni ed il quarto (noto anche con il titolo Celestial Mechanics) per pianoforte a quattro mani. Il nome di questo ciclo allude ai sei libri pianistici del Microcosmos di Béla Bartók; come il lavoro di Bartók, il Makrokosmos è costituito da una serie di brevi pezzi dal carattere differenziato. Oltre a quella di Bartók, George Crumb ha riconosciuto in questo ciclo influenze di Claude Debussy, sebbene le tecniche compositive utilizzate siano molto differenti da quelle di entrambi gli autori citati. Il pianoforte viene amplificato e preparato sistemando vari oggetti sulle sue corde; in alcuni momenti il pianista deve cantare o gridare alcune parole mentre sta suonando.
Le opere di George Crumb sono edite da Peters.

## Opere

### Musica strumentale solistica e cameristica
- Two Duos (1944) per flauto e clarinetto
- Four Pieces (1945) per violino e pianoforte
- Sonata (1945) per pianoforte
- Sonata (1949) per violino e pianoforte
- Prelude and Toccata (1951) per pianoforte
- String Trio (trio d'archi, 1952)
- Three Pastoral Pieces (1952) per oboe e pianoforte
- Sonata (1953) per viola e pianoforte
- String Quartet (quartetto d'archi, 1954)
- Sonata (1955) per violoncello solo
- Five Pieces (1962) per pianoforte
- Four Nocturnes (Night Music II) (1964) per violino e pianoforte
- Eleven Echoes of Autumn (Echoes I) (1966) per violino, flauto in sol,  clarinetto e pianoforte
- Black Angels (Images I) (1970) per quartetto d'archi elettrificato
- Vox Balaenae (1971) per flauto elettrificato, violoncello elettrificato e pianoforte amplificato
- Makrokosmos, Volume I (1972) per pianoforte amplificato
- Makrokosmos, Volume II (1973) per pianoforte amplificato
- Music for a Summer Evening (Makrokosmos III) (1974) per due pianoforti amplificati e percussioni (due esecutori)
- Dream Sequence (Images II)  (1976) per violino, violoncello, pianoforte, percussioni (un esecutore), e glass harmonica fuori scena (due esecutori)
- Celestial Mechanics (Makrokosmos IV) (1979) per pianoforte amplificato a quattro mani
- A Little Suite for Christmas, A.D. 1979 (1980) per pianoforte
- Gnomic Variations (1981) per pianoforte
- Pastoral Drone (1982) per organo
- Trio for Strings (trio per archi, 1982)
- Processional (1983) per pianoforte
- An Idyll for the Misbegotten (Images III) (1986) per flauto amplificato e percussioni (tre esecutori)
- Zeitgeist (Tableaux Vivants) (1988) per due pianoforti amplificati
- Easter Dawning (1991) per carillon
- Quest (1994) per chitarra, sassofono soprano, arpa, contrabbasso e percussioni (due esecutori)
- Mundus Canis (1998) per chitarra e percussioni
- Eine Kleine Mitternachtmusik (2002) per pianoforte
- Otherworldly Resonances (2003) per due pianoforti

### Musica vocale
- Four Songs (1945) per voce, clarinetto e pianoforte
- Seven Songs (1946) per voce e pianoforte
- Three Early Songs (1947) per voce e pianoforte
- Alleluja (1948) per coro a cappella
- A Cycle of Greek Lyrics (1950) per voce e pianoforte
- Night Music I (1963, revisione 1976) per soprano, pianoforte/celesta, e due percussionisti
- Madrigals, Books I (1965) per soprano, vibrafono e contrabbasso
- Madrigals, Books II (1965) per soprano, flauto/flauto in sol/ottavino, e percussioni
- Songs, Drones, and Refrains of Death (1968) per baritono, chitarra elettrica, basso elettrico, pianoforte amplificato/clavicembalo elettrico e due percussionisti
- Night of the Four Moons (1969) per contralto, flauto in sol/ottavino, banjo, violoncello elettrico e percussioni
- Madrigals, Books III (1969) per soprano, arpa e percussioni
- Madrigals, Books IV (1969) per soprano, flauto/flauto in sol/ottavino, arpa, contrabbasso e percussioni
- Ancient Voices of Children (1970) per mezzosoprano, voce bianca, oboe, mandolino, arpa, pianoforte amplificato (e pianoforte giocattolo) e percussioni (tre esecutori)
- Lux Aeterna (1971) per soprano, flauto basso/flauto dolce soprano, sitar e percussioni (due esecutori)
- Star-Child (1977, revisione 1979) per soprano, voci bianche antifonali, coro maschile parlato, campanelli e grande orchestra
- Apparition (1979) per soprano e pianoforte amplificato
- The Sleeper (1984) per soprano e pianoforte
- Federico's Little Songs for Children (1986) per soprano, flauto/ottavino/flauto in sol/flauto basso e arpa
- Unto the Hills (2001) per soprano, quartetto di strumenti a percussione e pianoforte
- A Journey Beyond Time (2003) per soprano, quartetto di strumenti a percussione e pianoforte
- River of Life (2003) per soprano, quartetto di strumenti a percussione e pianoforte
- Winds of Destiny (2004) per soprano, quartetto di strumenti a percussione e pianoforte

### Musica orchestrale
- Gethsemane (1947) per piccola orchestra
- Diptych (1955) per orchestra
- Variazioni (1959) per grande orchestra
- Echoes of Time and the River (Echoes II) (1967) per orchestra
- A Haunted Landscape (1984) per orchestra

## Filmografia
- George Crumb: The Voice of the Whale (1976).  Diretto e prodotto da Robert Mugge.  Interviste a cura di Richard Wernick. New York, Rhapsody Films (1988).